# Ronald L. Numbers
Ronald L. Numbers (3 giugno 1942 – 24 luglio 2023) è stato uno storico della scienza statunitense.

## Biografia
Numbers era figlio di un predicatore avventista del settimo giorno, ed era stato in gioventù un avventista, ma in seguito si definì agnostico. Divenne uno studioso di primo piano nella storia della scienza e della religione ed è considerato un'autorità sulla storia del creazionismo e della scienza della creazione.
Numbers conseguì un dottorato di ricerca in storia della scienza presso l'Università della California - Berkeley nel 1969. Fu docente di Storia della Scienza e della Medicina presso l'Università del Wisconsin-Madison. Dal 1989 al 1993 fu redattore di Isis, una rivista internazionale di storia della scienza. Con David Lindberg curò due antologie sul rapporto tra religione e scienza, nonché gli 8 volumi della Cambridge History of Science.
Nel 1976, quando era un docente presso la Loma Linda University, pubblicò il libro Prophetess of Health. Il libro parla del rapporto tra la fondatrice della Chiesa Avventista e profetessa Ellen G. White e le idee popolari sulla salute che erano di moda in certi ambienti in America appena prima del tempo durante il quale Ellen White scrisse i suoi libri.
Nel 1992 scrisse The Creationists: From Scientific Creationism to Intelligent Design, una storia delle origini dell'anti-evoluzionismo. Il lavoro fu rivisto e ampliato nel 2006, con l'aggiunta del sottotitolo From Scientific Creationism to Intelligent Design. Il libro fu descritto come "probabilmente la storia più definitiva dell'anti-evoluzionismo". Ha ricevuto recensioni generalmente favorevoli sia dal mondo accademico che dalla comunità religiosa. L'ex arcivescovo di York John Habgood, in un articolo del Times, descrisse il volume come una "storia massicciamente ben documentata", che "deve essere considerata senza alcun dubbio lo studio definitivo della nascita e la crescita del creazionismo”.
Nel 2008 la History of Science Society lo insignì della George Sarton Medal come "illustre studioso che ha conseguito nel corso della sua vita eccezionali risultati accademici".